# سون جون-هو
سون جون-هو (الكورية: 손준호) هو لاعب كرة قدم كوري جنوبي في مركز الوسط، ولد في 12 مايو 1992 في غيونغسانغ الشمالية في كوريا الجنوبية. شارك مع منتخب كوريا الجنوبية تحت 23 سنة لكرة القدم. أما مع النوادي، فقد لعب مع بوهانغ ستيلرز.

## وصلات خارجية
- سون جون-هو على موقع دوري كوريا الجنوبية (الإنجليزية)
- سون جون-هو على موقع قاعدة بيانات كرة القدم.إي يو (الإنجليزية)
- سون جون-هو على موقع ناشيونال فوتبول تيمز (الإنجليزية)
- سون جون-هو على موقع Soccerway.com (الإنجليزية)
- سون جون-هو على موقع عالم كرة القدم.نت (الإنجليزية)